# Anne Clark

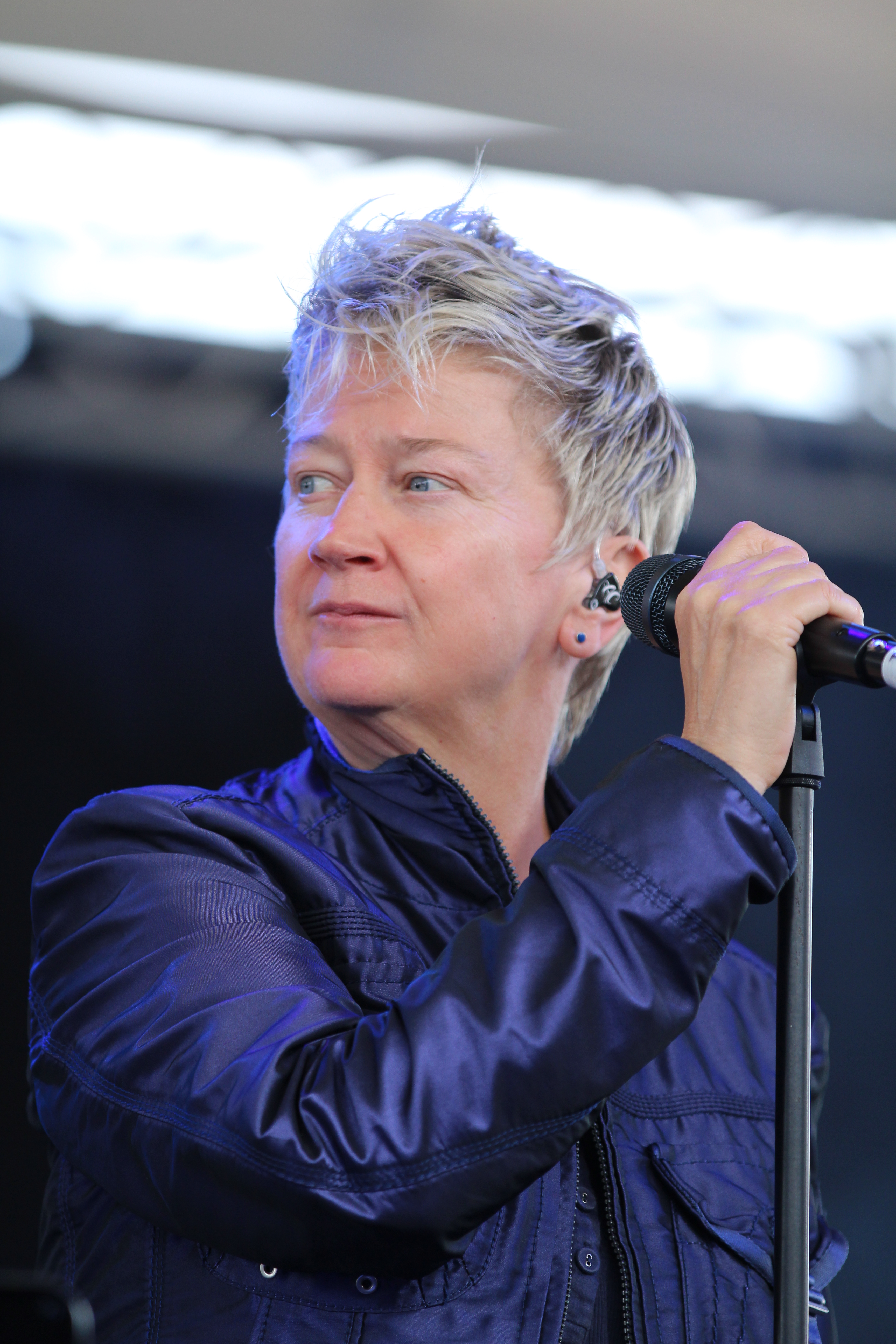
Anne Clark, 2014

Anne Clark (* 14. Mai 1960 in Croydon, South London) ist eine britische Poetin, Songwriterin, Sängerin und Electro-Musikerin, die im Zuge der Post-Punk-Ära im Vereinigten Königreich bzw. der europäischen New-Wave/Dark-Wave-Bewegung Popularität erlangte und bis heute als Musikerin mit eigener Band aktiv ist.
Clarks erstes Album erschien 1982. In Europa sind ihre bekanntesten Songs Sleeper in Metropolis (1983) und Our Darkness (1984), in den Vereinigten Staaten Hope Road (Single von 1987). In Deutschland erlangte der Song Our Darkness zusätzliche Bekanntheit als Titelmelodie des bis 1996 im öffentlich-rechtlichen Fernsehen ausgestrahlten Politmagazins ZAK.
Musikalisch lassen sich fast alle ihre Werke in den Bereich der Elektronischen Musik mit teils avantgardistischen Klassik-, Folk-, Rock- und Dance-Elementen einordnen. Insgesamt wird ihr Schaffen der Gattung „Spoken Word“ zugerechnet, das heißt Anne Clark singt nicht, sondern trägt die meist sehr poetischen Songtexte vielmehr rhythmisch gesprochen vor. Inhaltlich setzen sich diese überwiegend und kritisch mit den Unzulänglichkeiten des Menschseins, des alltäglichen Lebens und der Politik auseinander, was besonders den frühen Arbeiten eine schwermütige und melancholische Substanz verleiht, die sowohl im Deutschen als auch im Englischen als „Weltschmerz“ bezeichnet wird.

## Leben
Anne Clark wurde als Tochter einer Irin und eines Schotten im Süden Londons geboren. Mit 16 Jahren verließ sie die Schule und nahm verschiedene Jobs an, unter anderem arbeitete sie als Pflegerin in einer psychiatrischen Klinik. Dann bekam die spätere Musikerin einen Job bei Bonaparte Records, einem Londoner Plattenladen und Independent-Label mit Punkrock-Schwerpunkt. Anschließend arbeitete sie im direkt benachbarten Warehouse Theatre, einem damals selbstfinanzierten Auftrittsort vor allem für alternative Theater- und Musikgruppen in Croydon. Bands wie Siouxsie and the Banshees, Generation X und The Damned gehörten zur lokalen Szene und traten dort auf, aber auch Theater-, Tanz- und Comedyprojekte sowie Dichter. Anne Clark gestaltete im Warehouse Theatre für 18 Monate erfolgreich das Programm; sie konnte das Haus mit Künstlern wie Paul Weller, Linton Kwesi Johnson, French & Saunders, The Durutti Column, Ben Watt und anderen füllen.
Selbst experimentierte sie ebenfalls mit Musik und Texten und trat erstmals im Cabaret Futura von Richard Strange öffentlich auf – gemeinsam mit der kurz zuvor gegründeten Band Depeche Mode. Bei Paul Wellers Riot-Stories-Verlag – gegründet, um die von großen Verlagshäusern ignorierten Arbeiten junger Schriftsteller zu unterstützen – wurde sie Mitherausgeberin. Auch an Fernsehprojekten war sie beteiligt und schrieb das Drehbuch für die Channel-4-Produktion Sketch for Someone; ebenso war sie für eine Reihe TV-Produktionen der BBC engagiert.

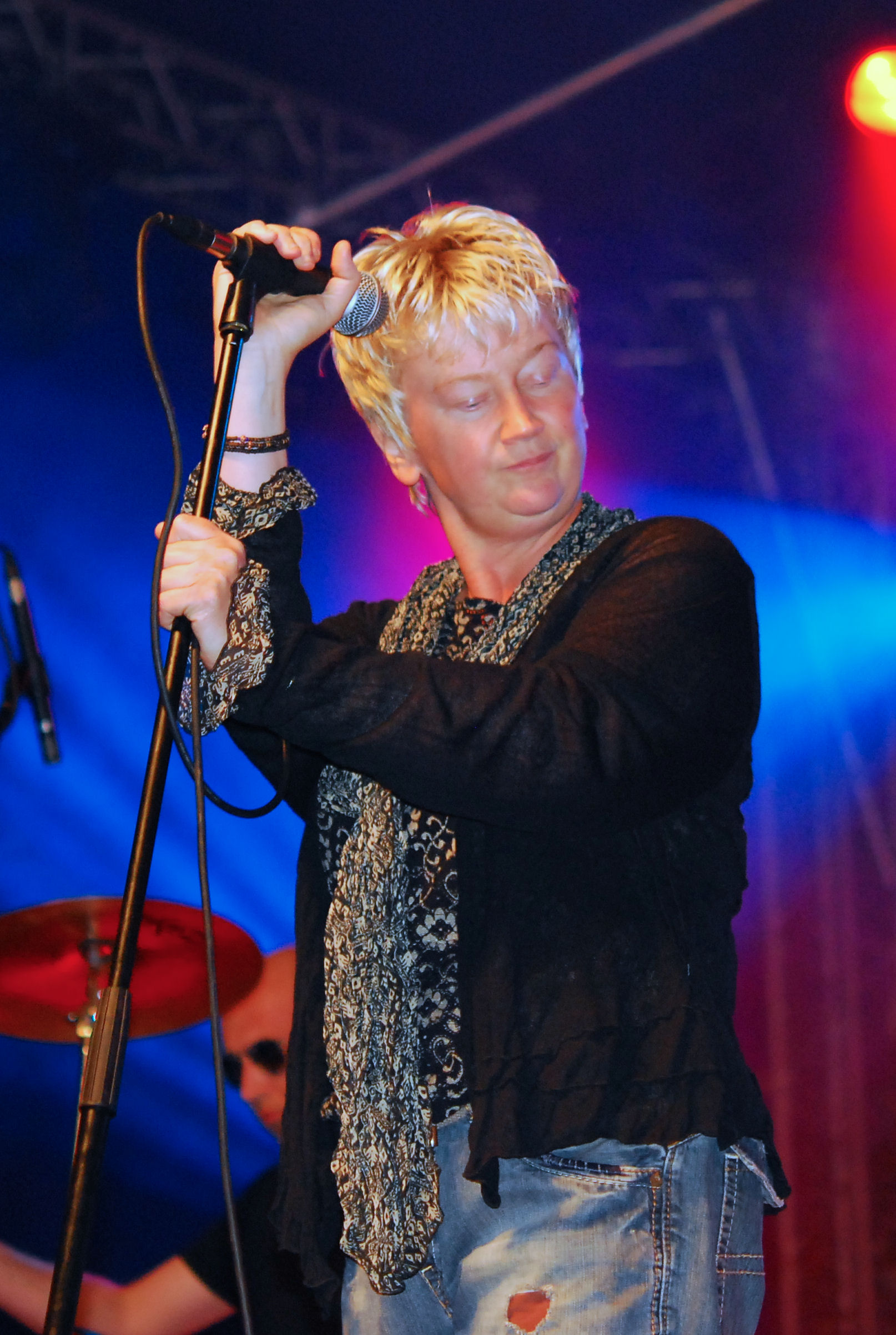
Anne Clark bei einem Konzert 2008

1982 kam das erste Album The Sitting Room heraus. Bei ihren nächsten Alben, 1983 Changing Places, 1984 Joined Up Writing und 1987 Hopeless Cases, kam ihr eine Bekanntschaft aus dem Warehouse, David Harrow, zugute, der als Koautor fungierte. Einige der von beiden entwickelten und vorwiegend mit Keyboards, Synthesizern und Samplern produzierten Musikstücke wurden zu Meilensteinen der elektronischen Musik der 1980er Jahre, zum Beispiel Sleeper in Metropolis, Our Darkness oder Wallies. 1985 brachte Anne Clark ihr viertes Album Pressure Points auf den Markt, bei dem sie mit John Foxx, dem Gründer der britischen New-Wave-Band Ultravox, zusammenarbeitete.
1987 ging Clark für drei Jahre nach Norwegen, wo sie unter anderem mit den Musikern Tov Ramstad und Ida Baalsrund zusammenarbeitete. Ein Jahr später veröffentlichte sie ihr erstes Live-Album R.S.V.P. mit Aufnahmen eines Konzerts am 5. Mai 1987 im Utrechter Music Centrum.
Zurück in Großbritannien brachte sie 1991 mit dem Pianisten Charlie Morgan das Album Unstill Life heraus. Gemeinsam arbeiteten sie an weiteren Projekten, die jedoch nicht mehr beendet werden konnten, da Morgan im Dezember 1992 im Alter von 36 Jahren an Krebs verstarb. Monate der Neuorientierung und des Wandels folgten. 1993 wurde schließlich das Album The Law Is an Anagram of Wealth aufgenommen und veröffentlicht. Auf diesem Album vertonte Anne Clark (wie Anfang des 20. Jahrhunderts schon Gustav Mahler) mehrere Gedichte des deutschen Dichters Friedrich Rückert. Anschließend arbeitete sie weiter mit Tov Ramstad und zudem mit Paul Downing, Martyn Bates (von der Band Eyeless in Gaza) und Andy Bell.
1994 tourte Anne Clark mit einer reinen Akustik-Band. Auf dem in der Berliner Passionskirche aufgenommenen und noch im gleichen Jahr erschienenen Live-Album Psychometry sind die Ergebnisse zu hören. Mit dem folgenden elektronisch-akustischen Album To Love and Be Loved 1995 konzentrierte Anne Clark sich auf Zwischenmenschliches und erweiterte damit das Spektrum der Themen ihrer Musik. Neben Sehnsucht und Frustration kommen auch Lebensfreude und Laszives (im Lied Virtuality) zum Zuge.
Ab 1996 stellten verschiedene Bands, Produzenten und DJs – darunter Aural Float, Hardfloor, Juno Reactor, Mouse on Mars, Pascal FEOS, Saafi Brothers, Sven Väth und The Mover – ein Tributealbum mit Techno-Remixen von Anne Clarks Songs zusammen, das 1997 unter dem Titel Wordprocessing veröffentlicht wurde und Clarks Einfluss auf Musiker dieses Genres dokumentiert.
Anschließend ging die Künstlerin weiter ihren Akustik-, Folk- und Klassikeinflüssen nach und veröffentlichte 1998 mit Martyn Bates das Album Just After Sunset mit ins Englische übersetzten Gedichten des österreichischen Lyrikers Rainer Maria Rilke. Dieses Album wurde nach einer „kreativen Pause“ und Wechsel des Plattenlabels 2002 erneut veröffentlicht. 2003 folgte ein weiteres Akustik-Album (From the Heart – Live in Bratislava), das sie zusammen mit Murat Parlak (Gesang/Piano), Jann Michael Engel (Cello), Niko Lai (Schlagzeug/Percussion) und Jeff Aug (Gitarre) aufnahm. Es entstand am 17. November 2002 in den Radiostudios von Slovenský rozhlas in der slowakischen Hauptstadt Bratislava während der European Acoustic Tour.
Ab 2002 widmete sich die Songwriterin wieder verstärkt der elektronischen Musik. Anne Clark war fortan als Gastsängerin in Songs mehrerer anderer Musikgruppen zu hören. Dazu gehörte 2002 die in vielen Dance-Charts bis auf Platz 1 gestiegene und damit sehr erfolgreiche Single The Hardest Heart des deutschen DJ-Duos Blank & Jones sowie zwei Jahre später der Song Hall of Mirrors der slowenischen Band Silence (eine Coverversion des Kraftwerk-Originals).
Im Herbst 2003 erschien Clarks vorwiegend für den deutschsprachigen Markt bestimmtes Buch Notes Taken, Traces Left, das auf über 300 Seiten alle Texte ihrer seit 1982 veröffentlichten Songs mit Übersetzungen ins Deutsche sowie persönliche Kommentare, Interviews und Fotos enthält. Ein Jahr später wurde ein gleichnamiges Hörbuch in Form zweier CDs veröffentlicht, auf denen sie wesentliche Bestandteile des Buches rezitiert.

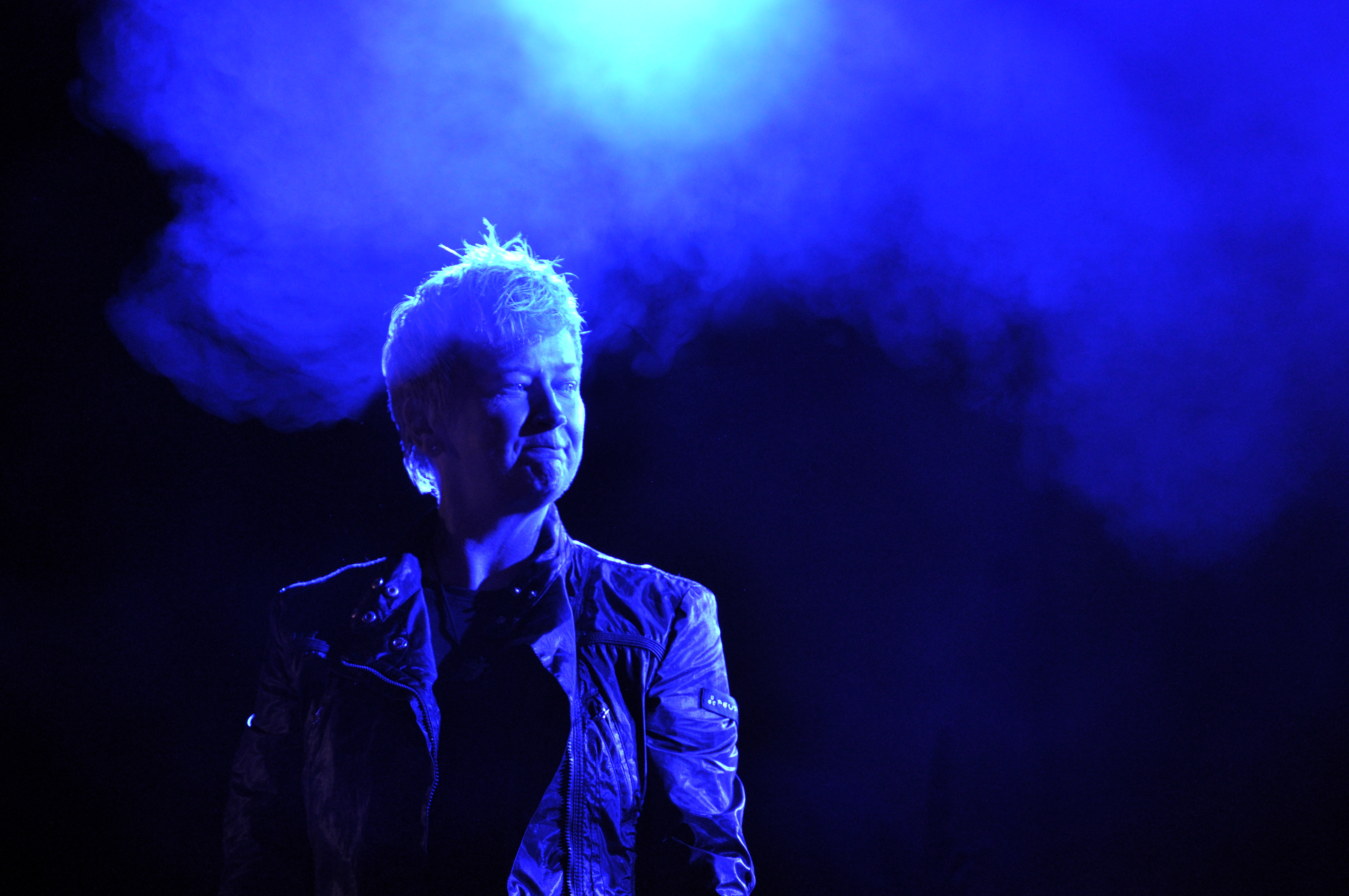
Anne Clark auf dem Amphi Festival 2013

Besonders intensiv war ab 2004 ihre Zusammenarbeit mit der belgischen Elektroband Implant, mit der sie mehrfach auch auf der Bühne zu erleben war, wo sie zusammen mit den Belgiern neue Versionen ihrer Hits präsentierte. Clark übernahm zudem für diverse Implant-Songs den Gesangspart, u. a. 2005 für Tune up your chips and circuits und Surface Tension sowie 2006 für Your World und Was it always this way. Das gemeinsam mit dem ebenfalls als Implant-Gastsänger engagierten Dänen Claus Larsen eingespielte Duett Was It Always This Way erlangte dank der Fans von Larsens Projekt Leæther Strip eine gewisse Bekanntheit auch in der Elektro-Szene.
Ihr Studioalbum The Smallest Acts of Kindness wurde 2008 veröffentlicht. Es war ihr erstes Album mit eigenen Texten seit zwölf Jahren, Psalm ist allerdings ein Cover von Ultra Violent PØP (No Songs Tomorrow, 1983).
In einem Interview mit Spiegel Online erklärte Anne Clark, anlässlich des Erscheinens des Kinodokumentarfilms I’ll walk out into tomorrow über ihr Leben und Werk, im Januar 2018: „Am Anfang habe ich meine Texte zu Punk aufgeführt. Aber ich war immer großer Fan der deutschen Krautrockszene, Tangerine Dream, Kraftwerk – diese Musik beeinflusste mich und die Musiker, mit denen ich arbeitete, enorm. Ich mag auch Klassik sehr gern [...] Ich versuche, ganz verschiedene Musikstimmungen zusammenzubringen.“ Im selben SPON-Interview schilderte Clark außerdem: „Was ich am Internet und der virtuellen Welt wirklich schätze: Ich kann 10.000 virtuelle CDs besitzen, oder 50.000 virtuelle Bücher lesen, und muss sie nicht in mein Wohnzimmer stellen. Gleichzeitig bleibt natürlich so aber auch viel mehr Platz im Regal für anderen Mist! Wir leben in immer kleineren Wohnungen, aber kaufen immer mehr. Eine der irrsten modernen Erscheinungen sind Storage-Firmen, die einem anbieten, das Zeug, das man anscheinend ja doch nicht so nötig braucht, in einer Box weit weg zu lagern. Das muss aufhören!“
Im Dezember 2015 gab Anne Clark bekannt, dass ihre im März 2016 endende Konzerttournee mit ihrem Kollegen und Produzenten herrB die voraussichtlich letzte sein werde. Ein Auftritt auf dem belgischen W-Festival war für August 2017 angekündigt. Eine für 2020 angekündigte Konzerttour in Deutschland wurde aufgrund einer Krebsdiagnose bei Anne Clark abgesagt, 2022 aber nachgeholt. Auch in den folgenden Jahren 2023 und 2024 ging Anne Clark mit einer Band auf Tour.
Anne Clark lebt in Norfolk im Osten Englands.

## Band

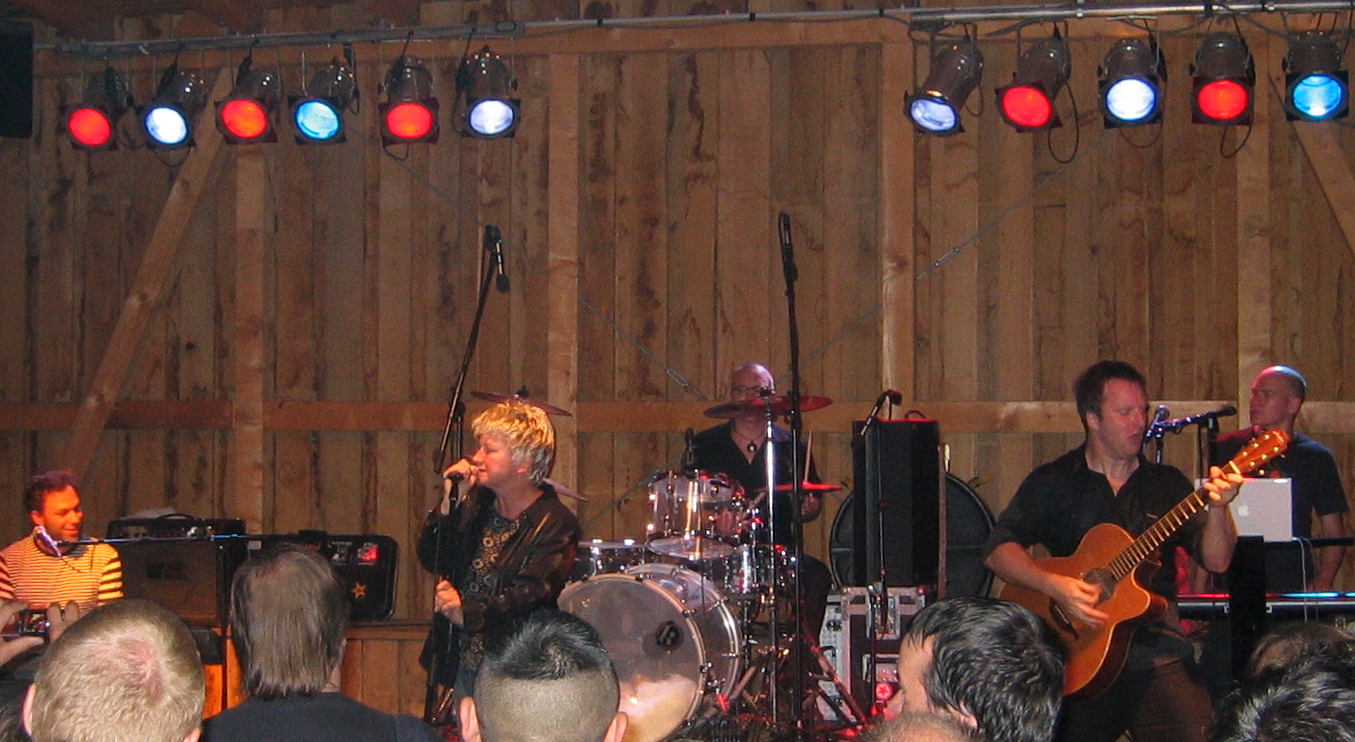
Anne Clark beim Dortmunder Konzert der „The Smallest Acts of Kindness“-Tour 2008 – v. l. n. r.: Murat Parlak, Anne Clark, Niko Lai, Jeff Aug, Rainer von Vielen

Anne Clark arbeitete seit Beginn ihrer Karriere mit diversen Musikern zusammen. Ihre aktuelle Band (Stand 2023) besteht aus:
- Jeff Aug, Gitarre (und Booking)
- Murat Parlak, Piano
- Jann Michael Engel, Cello
- Justin Ciuche, Violine
- Sven von Samson, Drums & Percussion

## Diskografie
Studioalben

| Jahr | Titel                                                | Höchstplatzierung, Gesamtwochen, AuszeichnungChartsChartplatzierungen (Jahr, Titel, Platzierungen, Wochen, Auszeichnungen, Anmerkungen) | Anmerkungen |
| Jahr | Titel                                                | DE | Anmerkungen |
| ---- | ---------------------------------------------------- | --- | --- |
| 1982 | The Sitting Room                                     | — | aufgenommen in den Pathway Studios London, Juni 1982 produziert von Anne Clark, A Cluel Memory und Chris Stone                          |
| 1983 | Changing Places                                      | — | aufgenommen in den Denmark Street Studios, London, März und April 1983 Komposition: Seite 1 – David Harrow, Seite 2 – Vini Reilly       |
| 1984 | Joined Up Writing                                    | — | Seite 1 aufgenommen im Wickham Studio in Croydon, Februar und März 1984, Seite 2 aufgenommen im Barge Studio in Maida Vale, August 1984 |
| 1985 | Pressure Points                                      | DE35 (7 Wo.)DE | aufgenommen in The Garden Studio London, Juli 1985 bis auf The Power Game im März 1985 im The Point Studio London                       |
| 1987 | Hopeless Cases                                       | DE52 (1 Wo.)DE | aufgenommen in The Basement, F2 und The Point Studios in London                                                                         |
| 1991 | Unstill Life                                         | — | |
| 1993 | The Law Is an Anagram of Wealth                      | DE81 (6 Wo.)DE | aufgenommen in Oslo, Coventry und London zwischen Juli und Dezember 1992                                                                |
| 1995 | To Love and Be Loved                                 | DE54 (6 Wo.)DE | |
| 1998 | Just After Sunset – The Poetry of Rainer Maria Rilke | — | Anne Clark & Martyn Bates; Re-Release 2002 aufgenommen in den Thein Studios Bremen, Februar 1998                                        |
| 2008 | The Smallest Acts of Kindness                        | — | Erstveröffentlichung: 26. September 2008                                                                                                |
| 2018 | Homage – The Silence Inside                          | — | Erstveröffentlichung: 19. November 2018, produziert von Anne Clark und Thomas Rückoldt                                                  |
| 2021 | Synaesthesia – Classics Re-Worked                    | DE43 (1 Wo.)DE | Erstveröffentlichung: 28. Mai 2021 |

## Dokumentarfilm
Am 25. Januar 2018 kam der Dokumentarfilm I'll Walk Out Into Tomorrow von Claus Withopf in die deutschen Kinos. Gedreht über einen Zeitraum von zehn Jahren enthält er Interviews, gibt Einblicke in die Biographie der Künstlerin, zeigt Clark bei der Arbeit im Studio sowie während zahlreicher Live-Auftritte und präsentiert Ausschnitte von Musikvideos.

## Werke
- Notes Taken, Traces Left. Herausgegeben von Jeff Aug, übersetzt von Martin Müncheberg. Schwarzkopf & Schwarzkopf, Berlin, 2003, ISBN 3-89602-463-9.